# ماريو ماسكاريلي
ماريو ماسكاريلي Mario Maskareli (20 أكتوبر 1918 في ستنيي – 26 أغسطس 1996 في ريزان) رسام من جمهورية الجبل الأسود الحالية.

## دراسته
تخرج من أكاديمية الفنون الجميلة في بلغراد، من قسم الرسم في عام 1951 مع الأستاذ نيدليكو غوزدينوفيتش. في عام 1951 التحق بدورة خاصة في الفنون التصويرية مع البروفيسور بوشكو كارانوفيتش. قام بالتدريس في كلية الفنون التطبيقية في العام الدراسي 1950/1951 في هرسك نوفي.

## رحلاته
سافر في رحلات لدراسة الفن إلى اليونان وإيطاليا وفرنسا وبلجيكا وهولندا.

## معارضه
عرض أعماله للمرة الأولى في عام 1948. وخلال مسيرته الفنية عمل في الرسم والفنون التصويرية والتصميم الداخلي، كما قام بتنظيم العديد من الأحداث الفنية.

## جوائز
فاز بالعديد من الجوائز من بينها: جائزة الرسم من صالون 5 أكتوبر في بلغراد 1961، والقلم الذهبي لبلغراد للرسوم الشعرية 1973، والجائزة الأولى للرسم من صالون الشتاء الرابع عشر في هيرسك نوفي عام 1981.

## أعماله
توجد أعماله حاليا في متحف الفن الحديث في بلغراد، معرض الفنون الجميلة – مجموعة مهداة من راجكو ماموزيتش في نوفي ساد، والمتحف الوطني في الجبل الأخضر في ستنيي، ومجموعات أخرى داخل الجبل الأخضر وخارجه.
عاش وعمل في بلغراد وبرزانيي.

## وصلات خارجية
- ماريو ماسكاريلي على موقع IMDb (الإنجليزية)

- http://www.galerijamamuzic.org.rs/
- https://www.imdb.com/name/nm2059282/